# 替地
替地（かえち）は土地の交換である。
古代・中世の日本では相博とも呼ばれた。律令法の時代には口分田や職分田などの売買は禁止されていたが、土地の境界を整理するなどの目的で例外的に許可が出される場合もあった。中世には相博状を交わし、領主から判物を受けることで認められていた。
江戸時代には、個人の田畑や町村の境界変更のために替地が行われたほか、当事者双方の合意によって宅地や田畑を交換する相対替が年季売・本物返・質流れと並ぶ田畑永代売買禁止令の脱法行為として行われていた。
また、江戸時代には所領・知行地の交換のことも替地と称した。例えば、境界問題や租税徴収との関係で旗本が江戸幕府の許可を得て知行地を交換したり、幕府や大名が必要上から土地を召し上げた場合の代替地提供のことを指した。だが、もっとも大規模なものは、大名の国替であった。こうした替地は施行する幕府や領主にとっては、単なる事務処理に過ぎない。しかし、その土地で生活をする領民にとっては、永年の慣行をも無視される重大事件であった。また、新領主が民心を掌握するために代始めの徳政を行うことに期待する動きも見られた。実際、江戸時代においては、転封や改易によって領主が変更された際には、前領主時代の未進年貢は免除される事例が多かった（国替徳政）。
近代以後、土地所有権が権利として成立すると、交換分合などの新たな規定が導入された。

## 愛媛の大洲領と松山領の替地
伊予松山藩主加藤嘉明転封の7年後、次の藩主蒲生忠知が参勤交代の途中、京都で急逝。嗣子なく1634年（寛永11年）8月11日、松山城地は幕府の没収するところになった。城在番は加藤出羽ノ守泰興になり、城在番中に出羽ノ守は風早郡・桑村郡のうちの大洲領は飛び地のため、伊予国松山領の一部と替地を申し出、1636年（寛永13年）8月に幕府が公許した。松山領地の伊予郡17村・浮穴郡20村が大洲藩の領地に替わったのである。
替地にあたり、幕府の上使松平出雲守勝隆・曽根源左衛門吉次から、領民等に対して「山川諸事先規の通り」と言う申し渡しがなされてはいた。しかし、替地による余波は、領民に耐え難い諸問題を残した。入会山紛争、砥部騒動をはじめ諸農民問題、海上漁業権に関する網代騒動などがあった。